# Warner (Alberta)
Pour les articles homonymes, voir Warner.
Warner est un village (village) du comté de Warner No 5, situé dans la province canadienne d'Alberta.

## Démographie
En tant que localité désignée dans le recensement de 2011, Warner a une population de 331 habitants dans 161 de ses 190 logements, soit une variation de 7,8 % avec la population de 2006. Avec une superficie de 1,147 2 km2, village possède une densité de population de 288,528 6 hab/km2 en 2011.
Concernant le recensement de 2006, Warner abritait 307 habitants dans 148 de ses 171 logements. Avec une superficie de 1,147 2 km2, village possédait une densité de population de 267,6 hab/km2 en 2006.

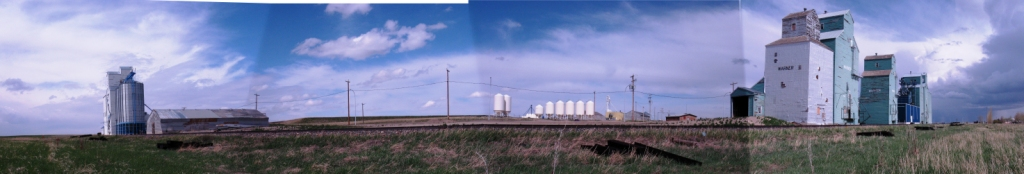
Elévateurs à grain à Warner

| 2001 | 2006 | 2011 | 2016 |
| ---- | ---- | ---- | ---- |
| 379  | 307  | 331  | 373  |